# ريوجي إيشيكاوا
ريوجي إيشيكاوا (باليابانية: 石川 隆司) (11 نوفمبر 1978 في هيوغو في اليابان – )؛ هو لاعب كرة قدم سابق كان يلعب كمدافع.